# Ralph Brinkhaus
Ralph Brinkhaus (ur. 15 czerwca 1968 w Wiedenbrück) – niemiecki polityk i ekonomista, deputowany do Bundestagu, od 2018 do 2022 przewodniczący frakcji poselskiej CDU/CSU.

## Życiorys
W 1987 zdał egzamin maturalny w Rietbergu, po czym kształcił się w przedsiębiorstwie Robert Bosch GmbH. Odbył służbę wojskową, następnie ukończył studia ekonomiczne na Uniwersytecie Hohenheim. Pracował w branży księgowej i rachunkowej jako audytor, konsultant i wykładowca. W 2004 zaczął prowadzić prywatną praktykę w zawodzie doradcy podatkowego w Gütersloh.
W 1984 wstąpił do chadeckiej młodzieżówki Junge Union, w 1998 został członkiem Unii Chrześcijańsko-Demokratycznej. W 2009 został przewodniczącym partii w powiecie Gütersloh, a w 2016 wiceprzewodniczącym w Nadrenii Północnej-Westfalii. W latach 2004–2012 pełnił funkcję radnego miejskiego.
W 2009 po raz pierwszy wybrany na posła do Bundestagu. Mandat deputowanego utrzymywał w wyborach w 2013, 2017, 2021 i 2025. We wrześniu 2018 został wybrany na nowego przewodniczącego frakcji CDU/CSU w niższej izbie parlamentu. W głosowaniu wśród deputowanych pokonał Volkera Kaudera, kierującego tym gremium przez trzynaście lat. Funkcję tę pełnił do lutego 2022.